# Station Kobyłka Ossów
Station Kobyłka Ossów is een spoorwegstation in de Poolse plaats Kobyłka.